# Niederhaslach
Niederhaslach est une commune française située dans la circonscription administrative du Bas-Rhin et, depuis le 1er janvier 2021, dans le territoire de la Collectivité européenne d'Alsace, en région Grand Est.
Cette commune se trouve dans la région historique et culturelle d'Alsace.

## Géographie

### Localisation
La commune de Niederhaslach est située à 40 km de Strasbourg, 15 km de Molsheim et 12 km de Schirmeck et Mutzig.
Son territoire est limitrophe des communes d'Oberhaslach et de Still au nord, Muhlbach-sur-Bruche et Mollkirch au sud, Heiligenberg à l'est et Urmatt à l'ouest. 

### Géologie et relief
L'occupation du sol est dominée par la forêt qui représente plus de 40 % de la surface commune ; les prairies et vergers en occupent respectivement 25 % et 10 %. Le massif forestier s'étale sur le versant est. Du côté opposé, le plateau qui culmine à 311 m d'altitude est consacré à l'agriculture.
La commune de Niederhaslach connaît une situation particulière par rapport aux autres villages de la vallée de la Bruche puisqu'elle est située dans une vallée confluente de la Bruche : la vallée de la Hasel qui s'étend du nord au sud jusqu'à la Bruche. Cette particularité confère au village des lignes de reliefs plus adoucis, avec ses collines et ses plateaux, où l'agriculture a pu se développer (prés et vergers). Le village apparaît toutefois enclavé dans le massif forestier vosgien qui forme une barrière végétale en arrière-plan. Le village s'est développé le long de la rivière et de la route de desserte de la vallée (RD 218).
Hydrogéologie et climatologie : Système d’information pour la gestion de l’Aquifère rhénan, par le BRGM :
Territoire communal : Occupation du sol (Corinne Land Cover); Cours d'eau (BD Carthage),
Géologie : Carte géologique; Coupes géologiques et techniques,
 Hydrogéologie : Masses d'eau souterraine; BD Lisa; Cartes piézométriques.

### Sismicité
Commune située dans une zone 3 de sismicité modérée.
| Oberhaslach         |               | Still        |
| Urmatt              | Niederhaslach | Heiligenberg |
| Muhlbach-sur-Bruche | Mollkirch     |              |

### Voies de communications et transports

#### Voies routières
- Le ban de la commune est traversé, au sud, par la route expresse de la vallée de la Bruche, la RD 420 et la RD 392.
- A352 : Échangeur Molsheim - Obernai.
- A35, aussi appelée autoroute des cigognes ou l'Alsacienne : Échangeurs Obernai, Goxwiller - Valff, Krautergersheim.

#### Transports en commun
- Transports en Alsace.
- Fluo Grand Est.

##### SNCF

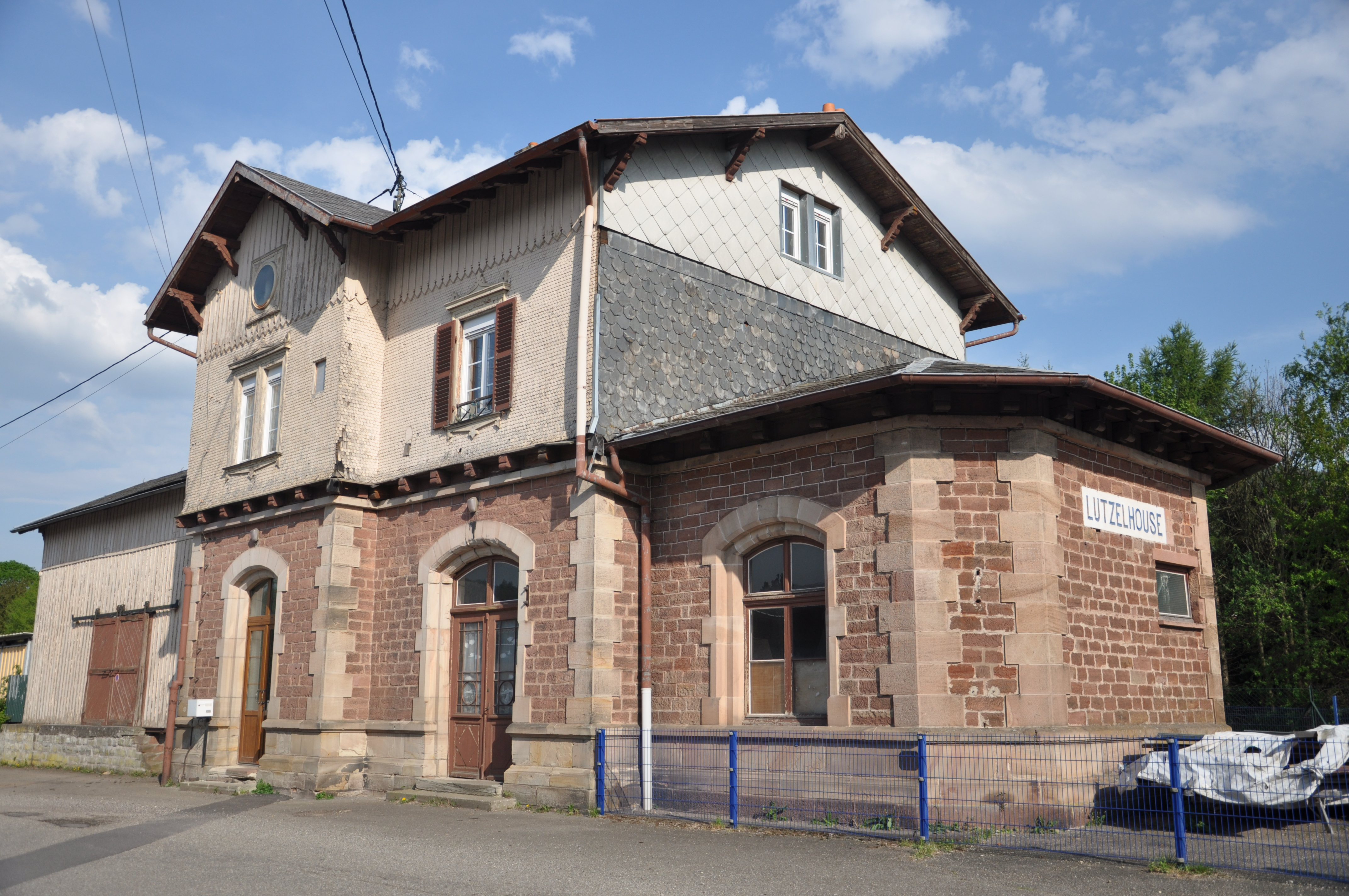
Gare de Lutzelhouse.

- Gare d'Urmatt.
- Gare de Mullerhof.
- Gare de Lutzelhouse.
- Gare de Heiligenberg - Mollkirch.
- Gare de Wisches.

### Intercommunalité
Commune membre de la Communauté de communes de la Région de Molsheim-Mutzig.

### Hydrographie
La commune est dans le bassin versant du Rhin au sein du bassin Rhin-Meuse. Elle est drainée par la Bruche, le ruisseau la Hasel et le ruisseau Hengstbaechel,,.
La Bruche, d'une longueur de 77 km, prend sa source dans la commune de Urbeis et se jette  dans l'Ill à Strasbourg, après avoir traversé 37 communes. 

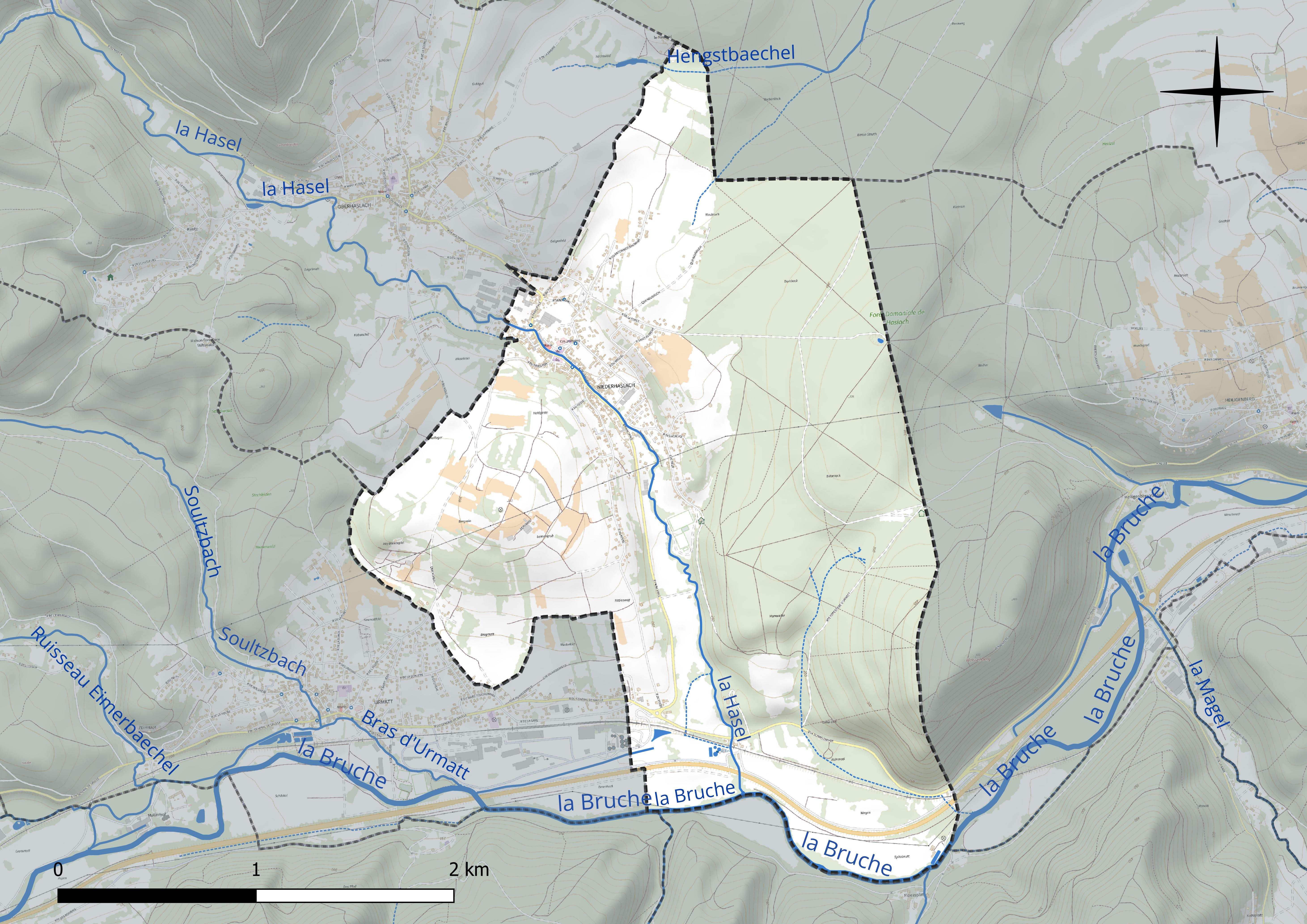
Réseau hydrographique de Niederhaslach.

La Hasel, d'une longueur de 14 km, prend sa source dans la commune de Lutzelhouse et se jette  dans la Bruche à Mollkirch, après avoir traversé quatre communes. 

### Climat
Pour des articles plus généraux, voir Climat du Grand Est et Climat du Bas-Rhin.
En 2010, le climat de la commune est de type climat des marges montargnardes, selon une étude du Centre national de la recherche scientifique s'appuyant sur une série de données couvrant la période 1971-2000. En 2020, Météo-France publie une typologie des climats de la France métropolitaine dans laquelle la commune est exposée à un climat semi-continental et est dans la région climatique  Vosges, caractérisée par une pluviométrie très élevée (1 500 à 2 000 mm/an) en toutes saisons et un hiver rude (moins de 1 °C). 
Pour la période 1971-2000, la température annuelle moyenne est de 10 °C, avec une amplitude thermique annuelle de 17 °C. Le cumul annuel moyen de précipitations est de 838 mm, avec 10,2 jours de précipitations en janvier et 10 jours en juillet. Pour la période 1991-2020, la température moyenne annuelle observée sur la station météorologique de Météo-France la plus proche, « Wangenbourg_sapc », sur la commune de Wangenbourg-Engenthal à 10 km à vol d'oiseau, est de 9,9 °C et le cumul annuel moyen de précipitations est de 1 131,8 mm. 
La température maximale relevée sur cette station est de 36,4 °C, atteinte le 25 juillet 2019 ; la température minimale est de −16,9 °C, atteinte le 7 février 2012,,. 
Les paramètres climatiques de la commune ont été estimés pour le milieu du siècle (2041-2070) selon différents scénarios d'émission de gaz à effet de serre à partir des nouvelles projections climatiques de référence DRIAS-2020. Ils sont consultables sur un site dédié publié par Météo-France en novembre 2022.

## Urbanisme

### Typologie
Au 1er janvier 2024, Niederhaslach est catégorisée bourg rural, selon la nouvelle grille communale de densité à sept niveaux définie par l'Insee en 2022.
Elle appartient à l'unité urbaine d'Oberhaslach, une agglomération intra-départementale regroupant deux  communes, dont elle est une commune de la banlieue,,. Par ailleurs la commune fait partie de l'aire d'attraction de Strasbourg (partie française), dont elle est une commune de la couronne,. Cette aire, qui regroupe 268 communes, est catégorisée dans les aires de 700 000 habitants ou plus (hors Paris),.

### Occupation des sols
L'occupation des sols de la commune, telle qu'elle ressort de la base de données européenne d’occupation biophysique des sols Corine Land Cover (CLC), est marquée par l'importance des forêts et milieux semi-naturels (45,6 % en 2018), une proportion sensiblement équivalente à celle de 1990 (45,8 %). La répartition détaillée en 2018 est la suivante : forêts (45,6 %), prairies (24,4 %), cultures permanentes (19,4 %), zones urbanisées (10,3 %), zones industrielles ou commerciales et réseaux de communication (0,4 %). L'évolution de l’occupation des sols de la commune et de ses infrastructures peut être observée sur les différentes représentations cartographiques du territoire : la carte de Cassini (XVIIIe siècle), la carte d'état-major (1820-1866) et les cartes ou photos aériennes de l'IGN pour la période actuelle (1950 à aujourd'hui).

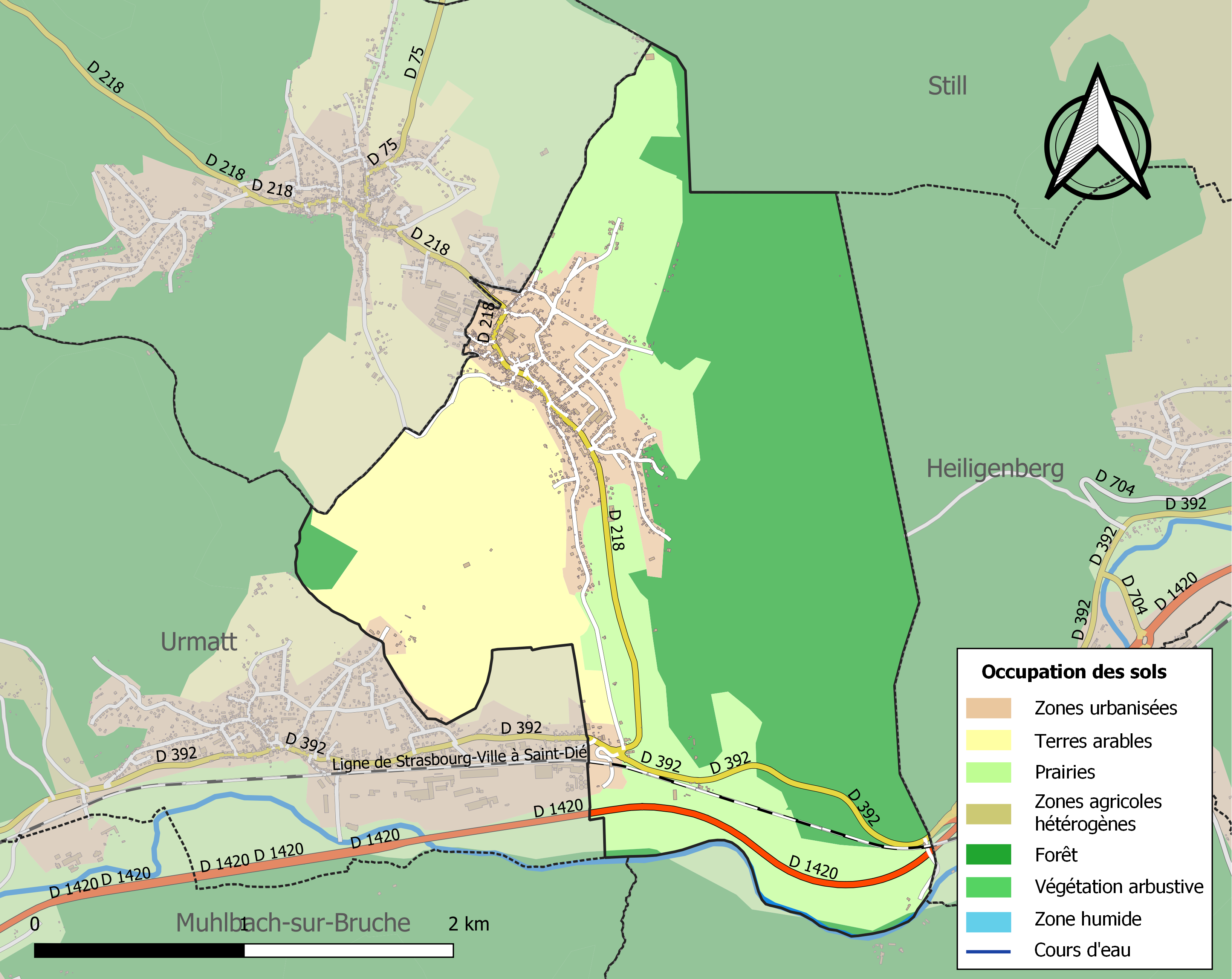
Carte des infrastructures et de l'occupation des sols de la commune en 2018 (CLC).

## Toponymie
- Hasela, VIIe siècle ;
- Avellana, Avellanum, XIIe siècle (latin) ;
- Haselnuss :
- Aveline.

## Histoire

### Le monastère Saint-Florent
Autrefois la vallée de la Hasel ne renfermait qu'un seul village, nommé Haslach. Il prit naissance avec le monastère de Haslach que saint Florent y fonda au VIIe siècle selon la tradition. Lorsque Dagobert II, exilé en Irlande, fut rappelé en Austrasie après la mort de Childéric II en 674, le moine Florent le suivit accompagné du moine Fidelis et, s'arrêtant dans la vallée de la Bruche au pied de la montagne appelée Ringelsberg, y construisit plusieurs cabanes pour lui et ses disciples. Ce lieu, qui s'appelle encore Schotten, rappelle l'extraction irlandaise du pieux cénobite dont le corps, après que son âme l'eut quitté, fut enterré à Strasbourg et déposé dans l'église-crypte qui recevait les corps des prélats, plus tard nommée l'église de Saint-Thomas en l'honneur de la collégiale Saint-Thomas.
D'un point de vue historique, la translation des reliques de saint Florent est opérée de l'église-crypte strasbourgeoise au monastère de Haslach le 7 novembre 810 par l'évêque de Strasbourg, Rachio.
Le monastère, converti en collégiale vers le milieu du XIe siècle et célèbre pour sa fameuse tour-clocher, eut beaucoup à souffrir de la part des Suédois (1633) qui mirent le feu aux bâtiments capitulaires ainsi qu'à l'église ; ce fut alors que s'écroula, dit-on, l'élégante flèche dont quelques auteurs soutiennent qu'elle surmontait la façade occidentale.

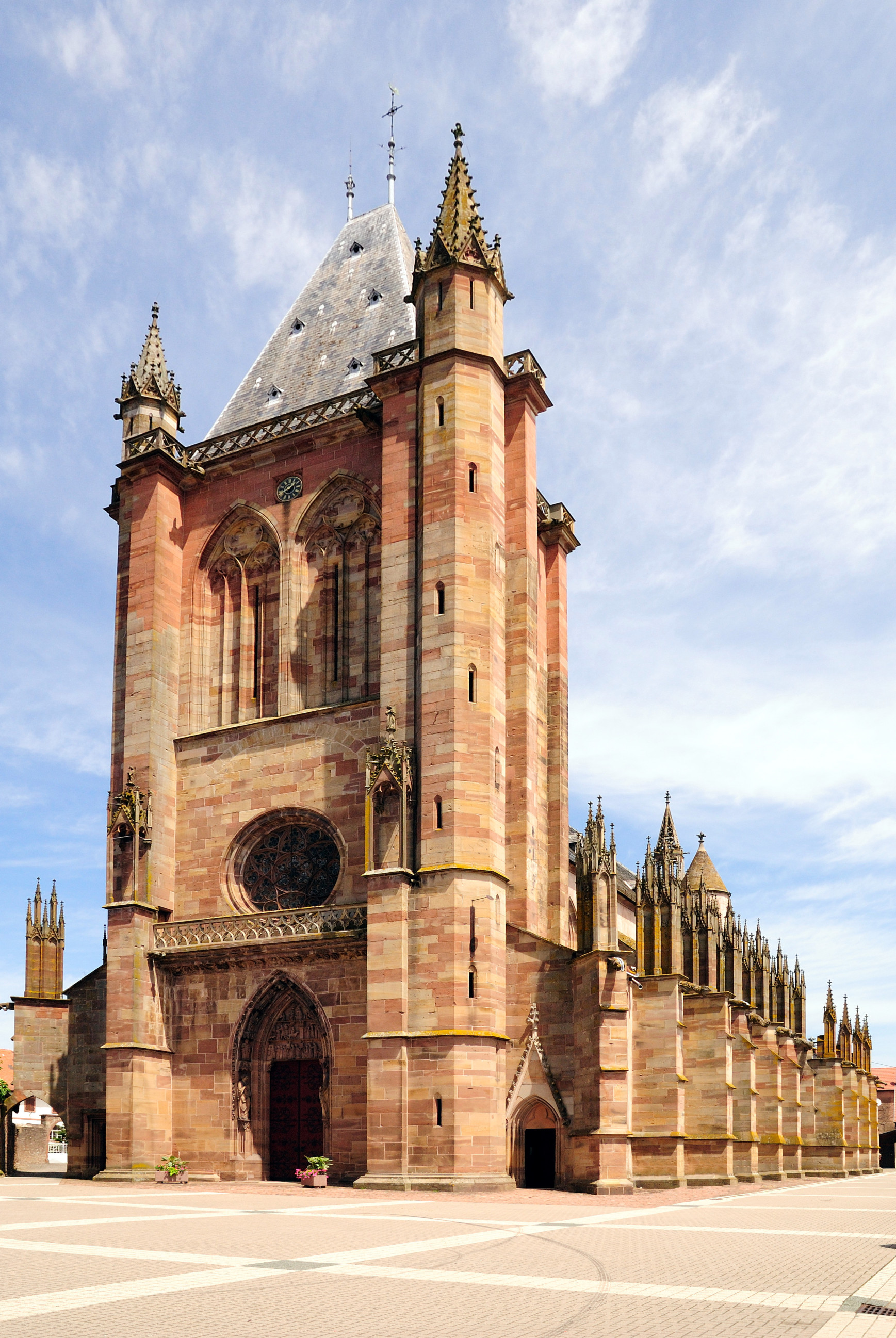
Collégiale de Niederhaslach, état actuel.

### Le village appartient à l'évêque de Strasbourg
Le monastère est converti dès le milieu du XIe siècle en collégiale. Le village passe ensuite sous la dépendance de l'évêque de Strasbourg et la cour domaniale relève de la prévôté d'Ochsenstein.

### La révolte des Rustauds
Le monastère Saint-Florent fut occupé du 21 au 23 avril 1525 par des villageois des environs, conduits par le Schultheis de Wisches, un certain Florentin qui se disait lié à la bande d'Altdorf, où était le "quartier général" de l'insurrection en Alsace dirigée par Érasme Gerber.
Au moment de l'enquête diligentée en 1527 sur la révolte des Rustauds, les témoins ont indiqué que les occupants n'ont pas causé de dommages, n'ont molesté personne, mais ont tenu en otage un serviteur du bailli de Schirmeck, et se sont contentés de boire et de manger les victuailles du monastère.

### La guerre de Trente Ans
Les Suédois mirent le feu, en 1633, aux bâtiments capitulaires ainsi qu'à l'abbaye de Haslach et détruisirent aussi le château du Haut-Koenigsbourg, Saint-Pierre-Bois, Thanvillé, Hohwarth et Hundswiller (village aujourd'hui disparu). Le 12 décembre 1632 les Suédois avaient déjà pris Sélestat. Ce fut à cette époque que s'écroula, dit-on, l'élégante flèche. La guerre de Trente Ans a fait tellement de ravages que sur 35 bourgeois que comptait le village en 1630 on n'en retrouvait plus que 13 en 1660.

### Liste des maires
| Période                                  | Période   | Identité                      | Étiquette | Qualité                                         |
| ---------------------------------------- | --------- | ----------------------------- | --------- | ----------------------------------------------- |
| Les données manquantes sont à compléter. |           |                               |           |                                                 |
| mars 1965                                | mars 1989 | Robert Braun (1921-2000)      |           | Industriel Suppléant du sénateur Alfred Kieffer |
| mars 1989                                | mai 2020  | Prosper Moritz                |           | Ancien professeur, maire honoraire              |
| mai 2020                                 | En cours  | Marielle Hellbourg von Moegen |           | Ancienne aide-soignante                         |

### Budget et fiscalité 2021
En 2021, le budget de la commune était constitué ainsi :
- total des produits de fonctionnement : 955 000 €, soit 673 € par habitant ;
- total des charges de fonctionnement : 808 000 €, soit 569 € par habitant ;
- total des ressources d'investissement : 59 000 €, soit 41 € par habitant ;
- total des emplois d'investissement : 103 000 €, soit 72 € par habitant ;
- endettement : 453 000 €, soit 319 € par habitant.

Avec les taux de fiscalité suivants :
- taxe d'habitation : 19,80 % ;
- taxe foncière sur les propriétés bâties : 27,80 % ;
- taxe foncière sur les propriétés non bâties : 75,81 % ;
- taxe additionnelle à la taxe foncière sur les propriétés non bâties : 45,11 % ;
- cotisation foncière des entreprises : 20,33 %.

Chiffres clés Revenus et pauvreté des ménages en 2020 : médiane en 2020 du revenu disponible, par unité de consommation : 23 750 €.

## Population et société

### Démographie

#### Pyramide des âges
L'évolution du nombre d'habitants est connue à travers les recensements de la population effectués dans la commune depuis 1793. Pour les communes de moins de 10 000 habitants, une enquête de recensement portant sur toute la population est réalisée tous les cinq ans, les populations de référence des années intermédiaires étant quant à elles estimées par interpolation ou extrapolation. Pour la commune, le premier recensement exhaustif entrant dans le cadre du nouveau dispositif a été réalisé en 2005.

En 2022, la commune comptait 1 382 habitants, en évolution de −2,06 % par rapport à 2016 (Bas-Rhin : +3,17 %, France hors Mayotte : +2,11 %).
| 1793 | 1800 | 1806 | 1821 | 1831 | 1836  | 1841  | 1846  | 1851  |
| ---- | ---- | ---- | ---- | ---- | ----- | ----- | ----- | ----- |
| 728  | 729  | 776  | 904  | 972  | 1 041 | 1 072 | 1 132 | 1 109 |

| 1856  | 1861  | 1866  | 1871  | 1875 | 1880 | 1885 | 1890 | 1895 |
| ----- | ----- | ----- | ----- | ---- | ---- | ---- | ---- | ---- |
| 1 099 | 1 104 | 1 110 | 1 000 | 964  | 975  | 907  | 869  | 826  |

| 1900 | 1905 | 1910 | 1921 | 1926 | 1931 | 1936 | 1946 | 1954 |
| ---- | ---- | ---- | ---- | ---- | ---- | ---- | ---- | ---- |
| 825  | 812  | 794  | 752  | 795  | 830  | 848  | 891  | 934  |

| 1962  | 1968  | 1975  | 1982  | 1990  | 1999  | 2005  | 2006  | 2010  |
| ----- | ----- | ----- | ----- | ----- | ----- | ----- | ----- | ----- |
| 1 022 | 1 048 | 1 103 | 1 055 | 1 088 | 1 182 | 1 391 | 1 414 | 1 389 |

| 2015  | 2020  | 2022  | - | - | - | - | - | - |
| ----- | ----- | ----- | - | - | - | - | - | - |
| 1 413 | 1 395 | 1 382 | - | - | - | - | - | - |

### Enseignement
Établissements d'enseignements :
- Écoles maternelles et primaires à Niederhaslach, Urmatt, Heiligenberg.
- Collèges à Urmatt, Mutzig, Rosheim, Molsheim.
- Lycées à Urmatt, Molsheim, Schirmeck.

### Santé
Professionnels et établissements de santé :
- Médecins à Niederhaslach, Oberhaslach, Still, Urmatt, Grendelbruch, Lutzelhouse.
- Pharmacies à Niederhaslach, Grendelbruch, Lutzelhouse, Westhoffen, Wisches, Mutzig.
- Hôpitaux à Mutzig, Molsheim, Rosheim.

### Cultes
- Culte catholique, Communauté de paroisses Bruche Hasel[30], Diocèse de Strasbourg.

## Culture locale et patrimoine

### Lieux et monuments
- Collégiale Saint-Florent.

Cette église fait l’objet d’un classement au titre des monuments historiques depuis 1846. Elle possède une architecture, un mobilier et des vitraux remarquables ainsi qu'un orgue de Martin et Joseph Rickenbach.
- Ancien cimetière[35]. Dalles funéraires des chanoines des XIIIe et XIVe siècles.
- Chapelle de la Vierge, Marxkapelle[36].
- Chapelle du Marxhof[37],[38].
- Fontaine Saint-Florent[39].
- Moulin et ferme Helmbacher[40] et ancien moulin de l'abbaye (moulin Lauber dit encore Schnellemuehl) dont la roue à aubes a été enlevée vers 1900 et le canal d'alimentation avec le barrage détruit dans les années 1950.
- Maison de receveur aux dîmes[41].

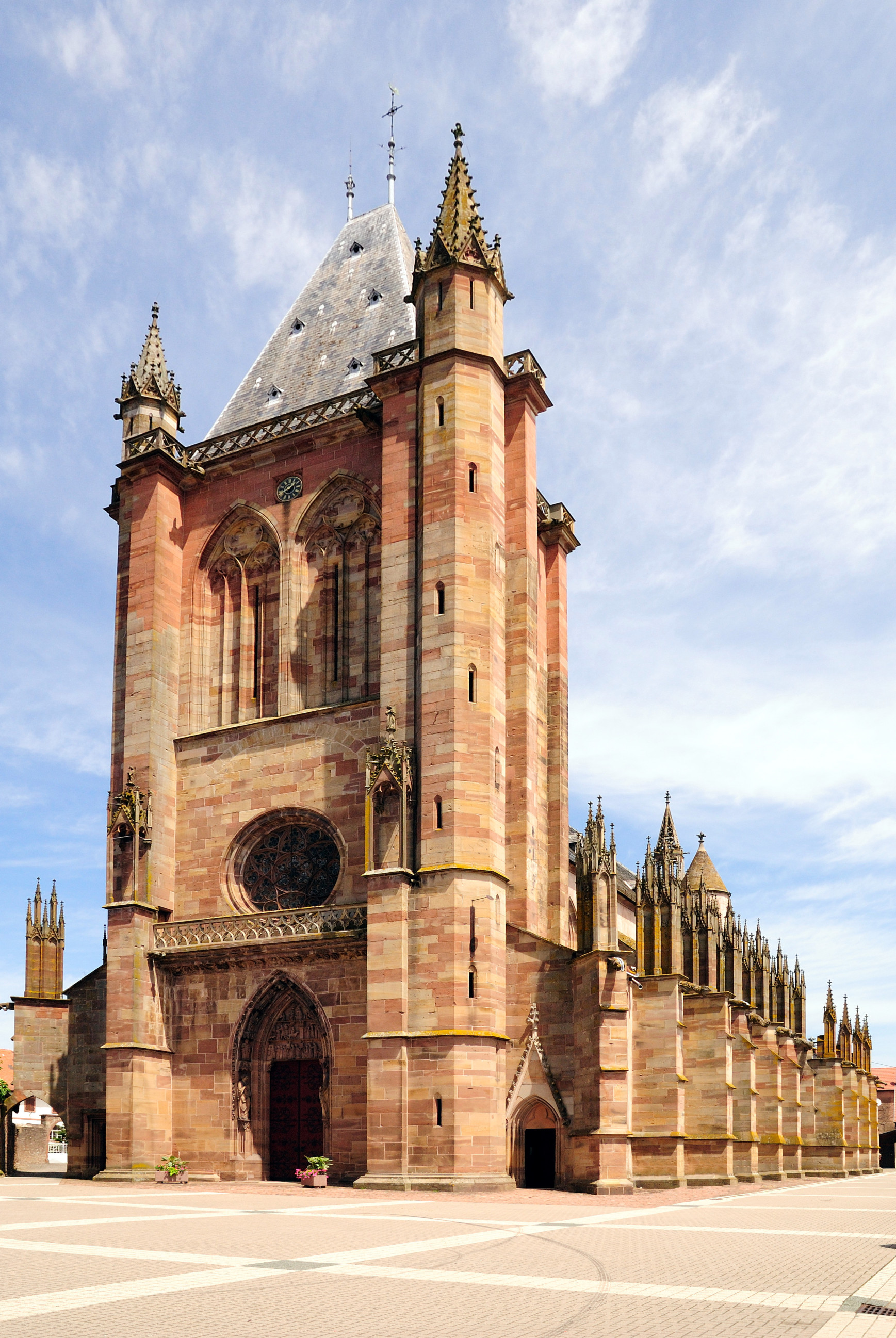
Collégiale Saint-Florent. Les dalles funéraires du jardin datent des XIIIe et XIVe siècles.
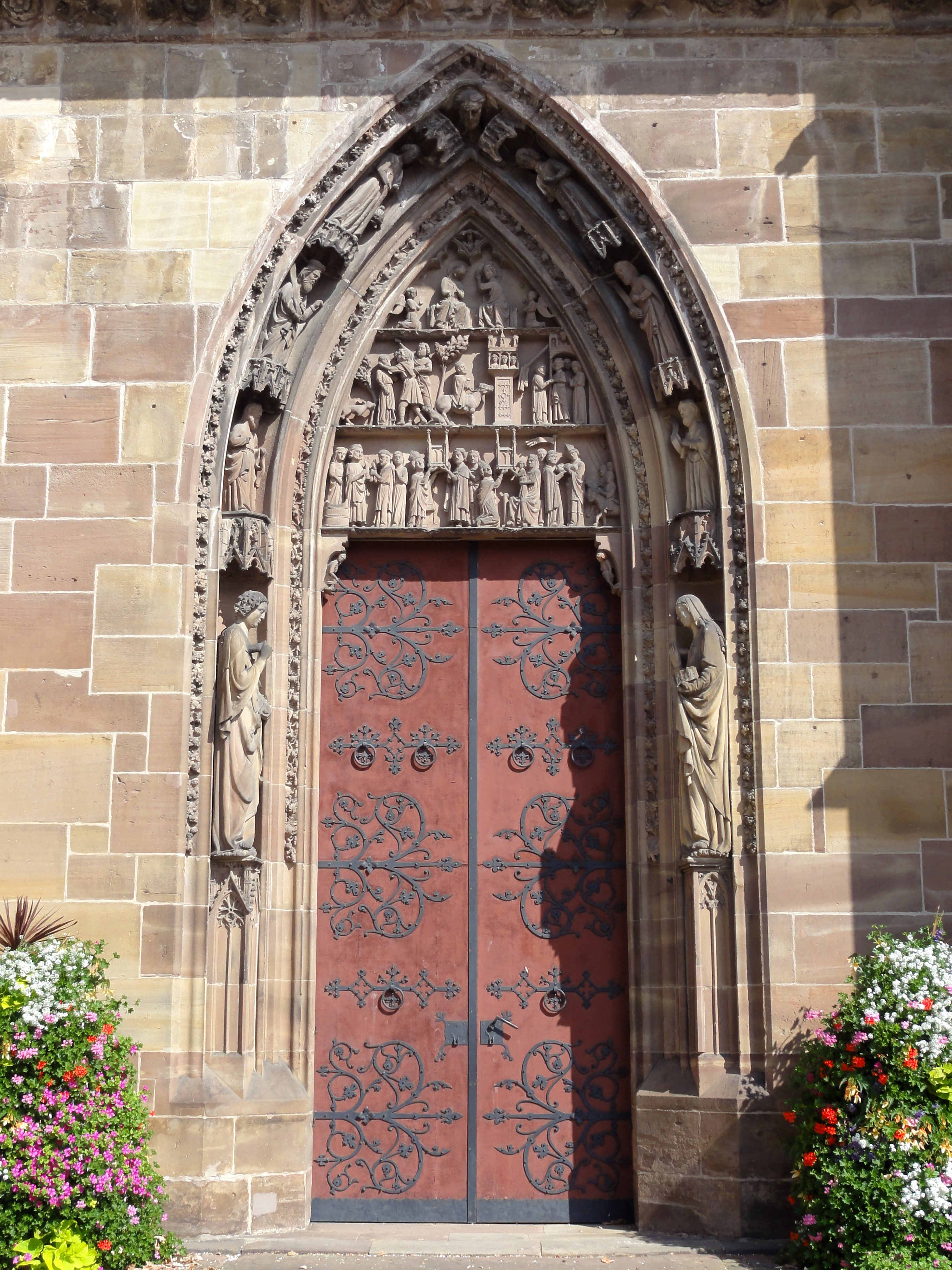
Portail principal gothique (XIVe).
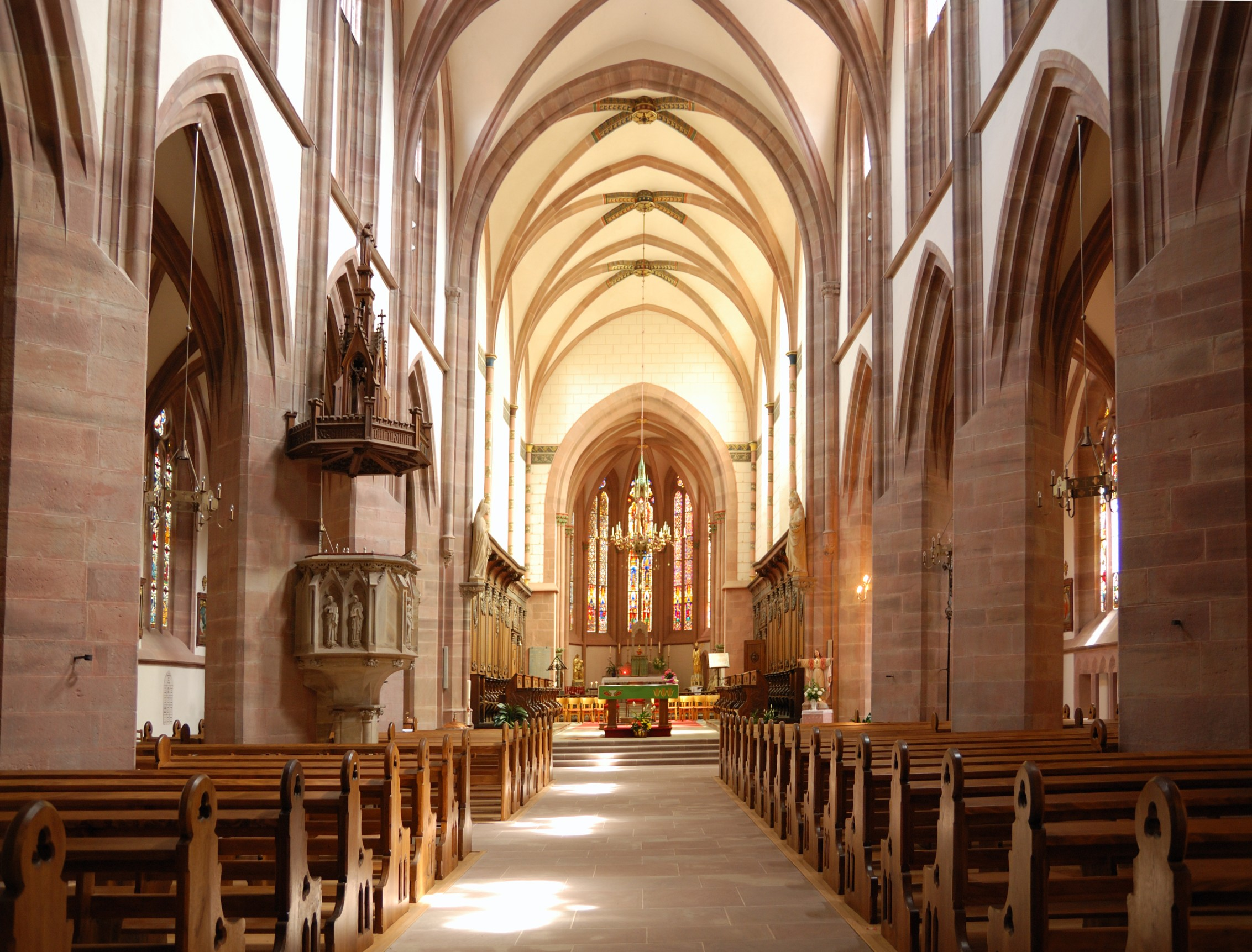
Vue intérieure de la nef vers le chœur.
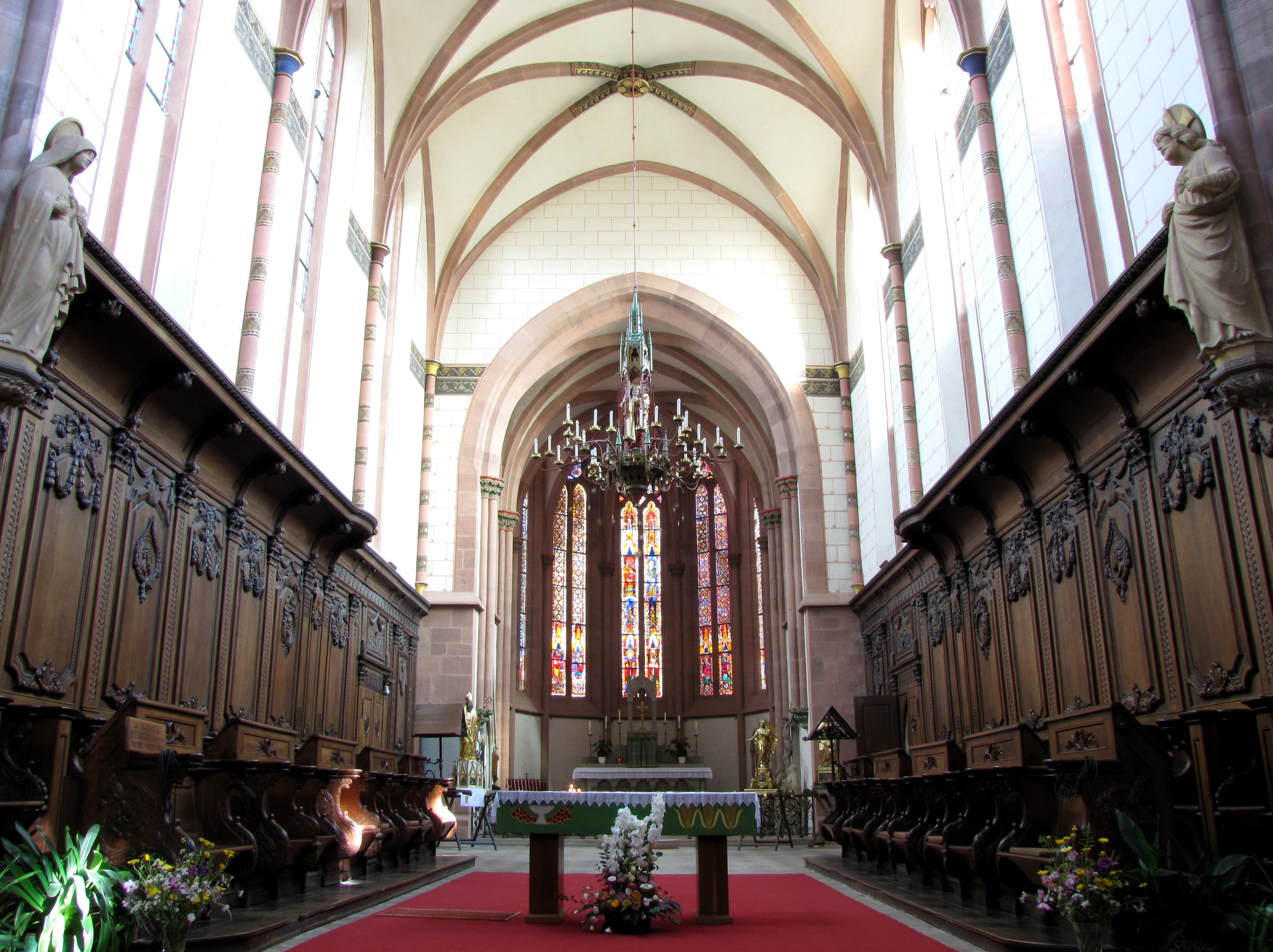
Stalles de chœur.
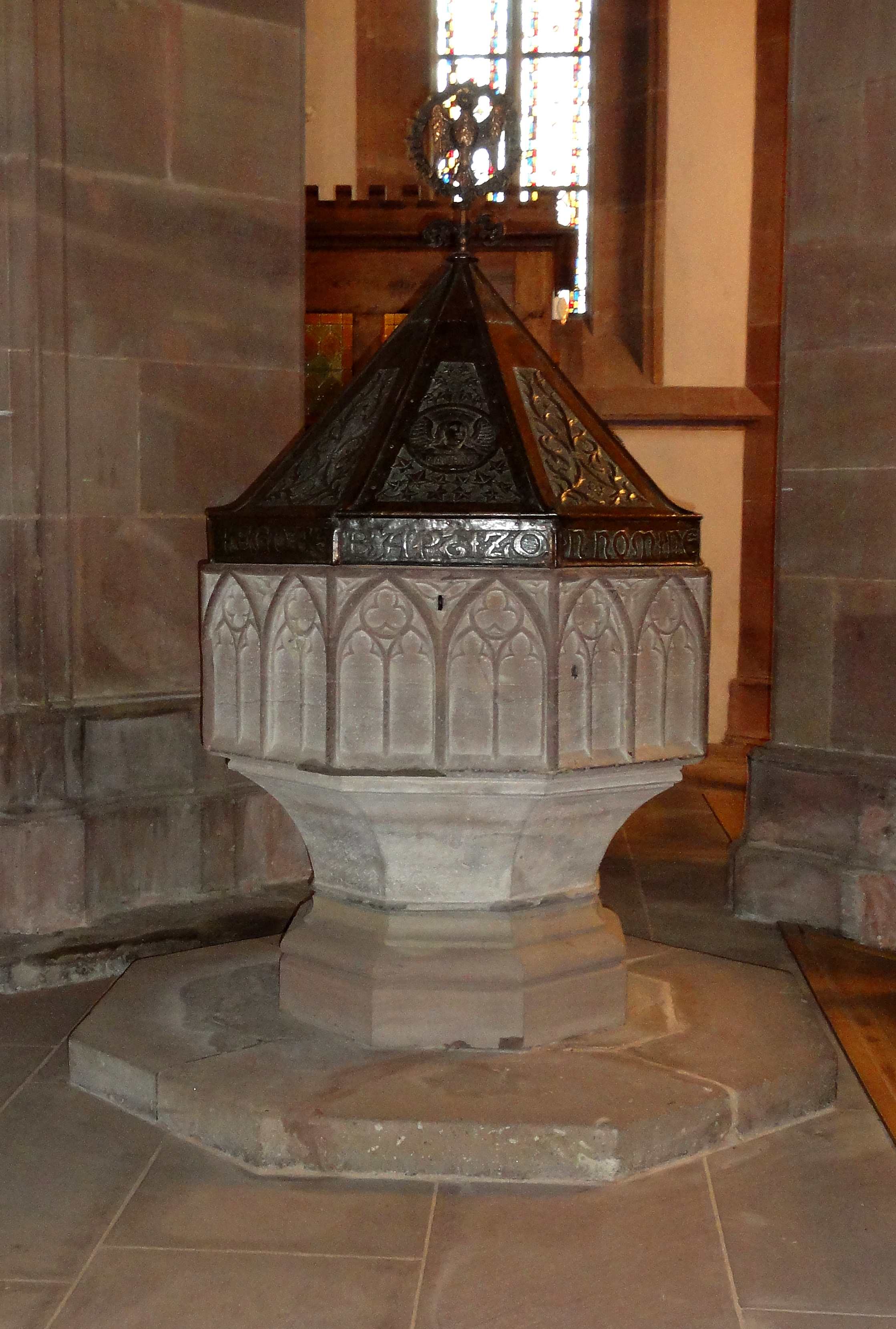
Fonts baptismaux (XIVe), couvercle de 1923.
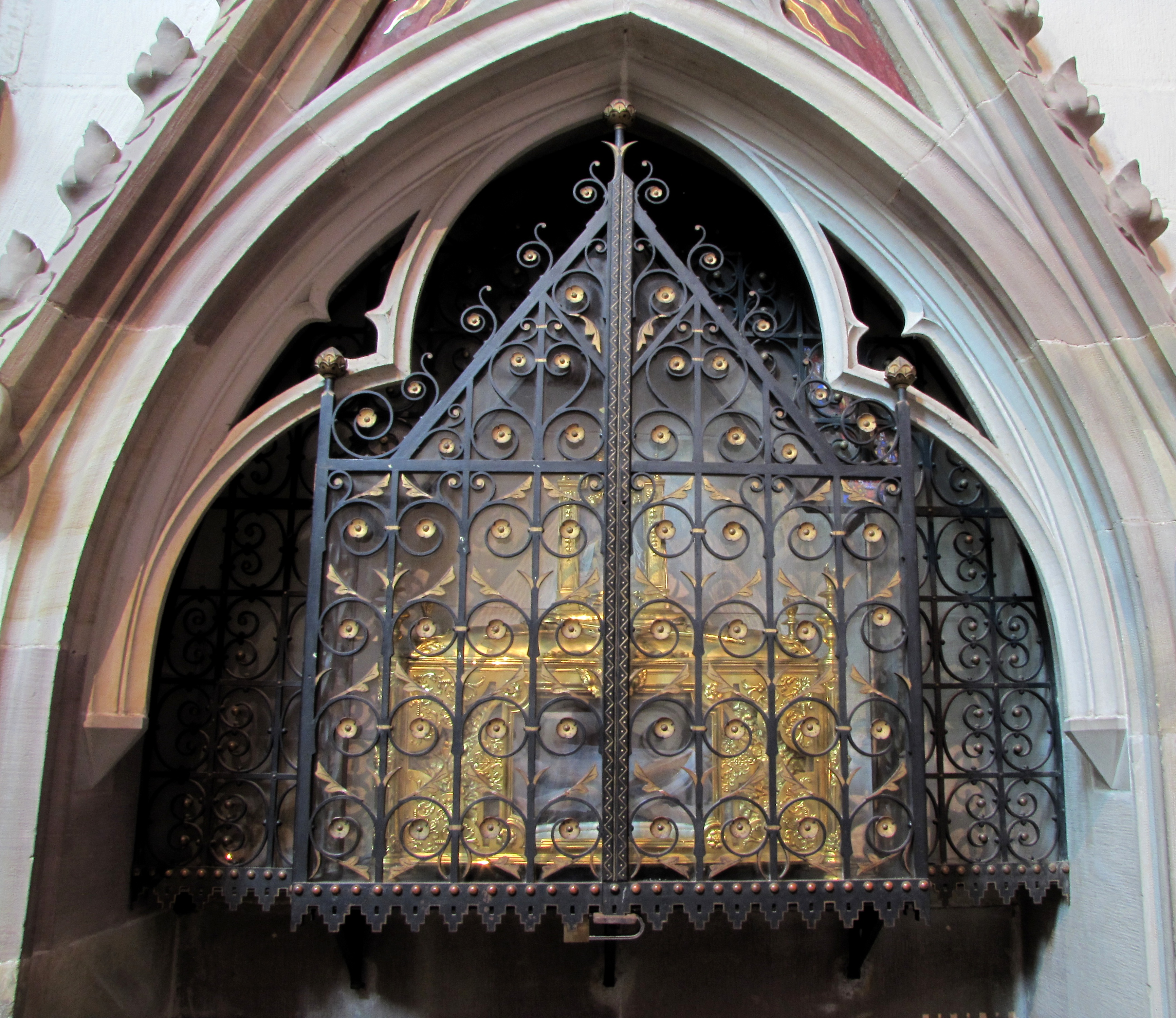
Châsse-reliquaire de saint Florent (XVIIIe).
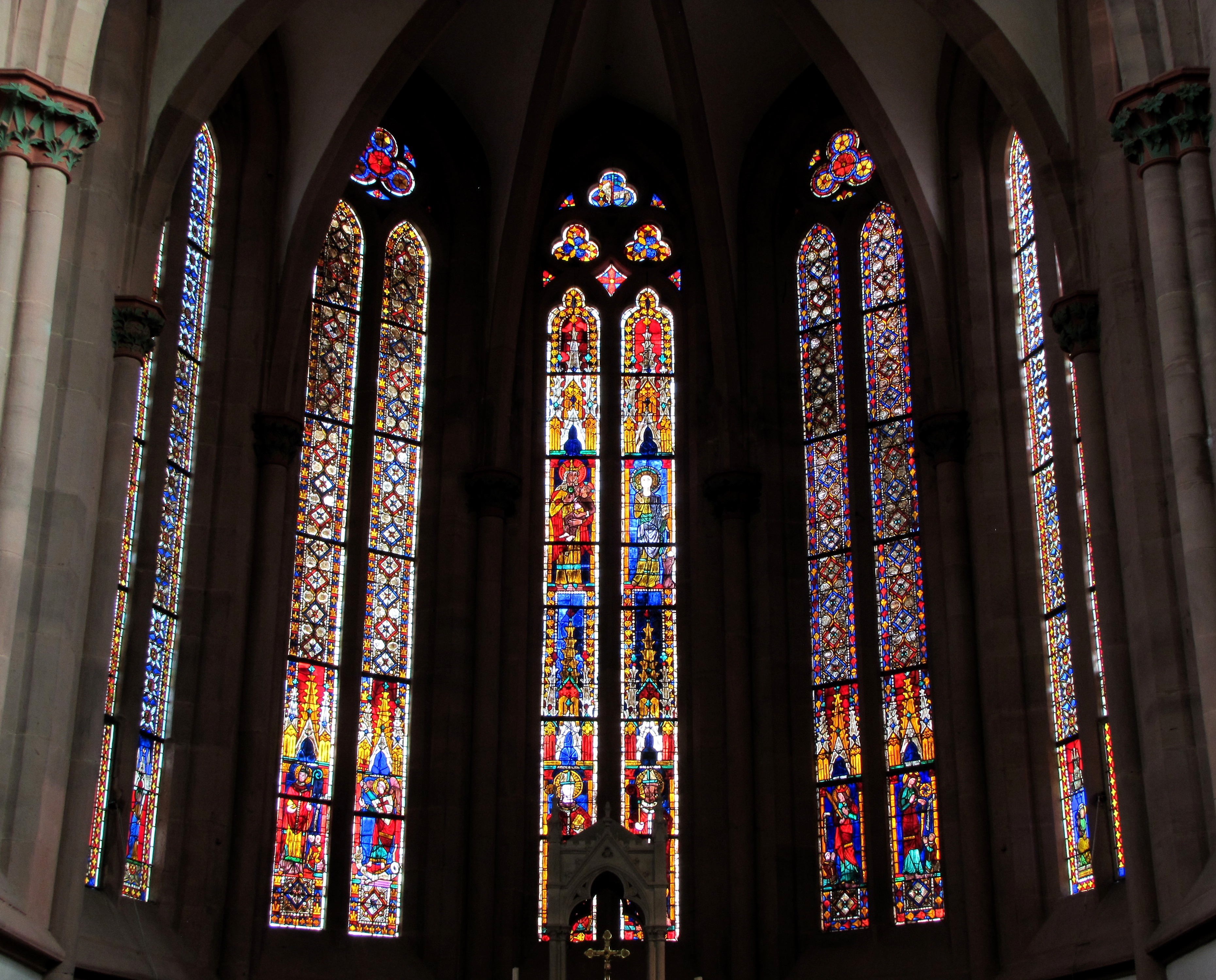
Verrières du chœur (XIIe-XIVe).
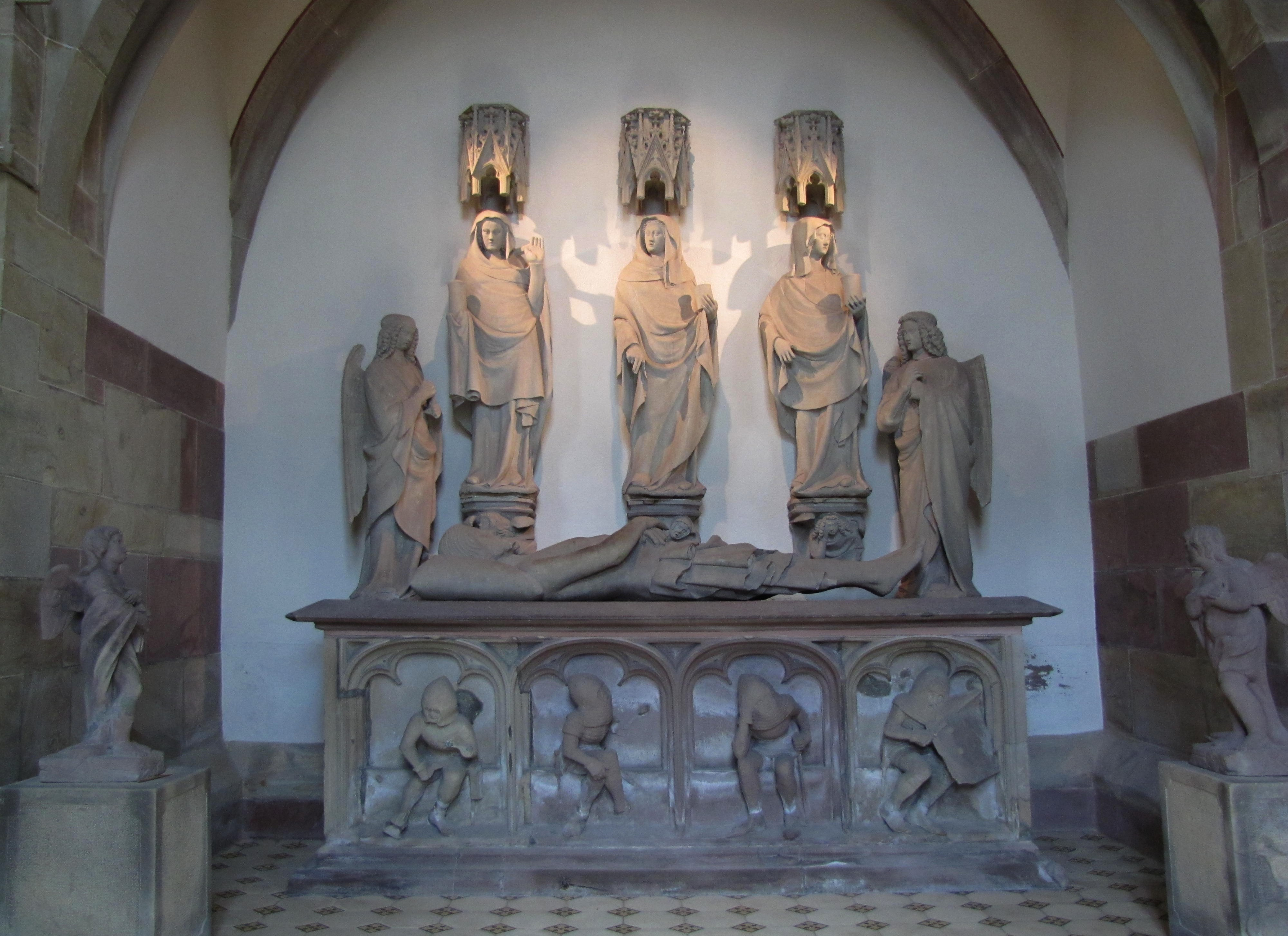
Saint Sépulcre (XIVe).
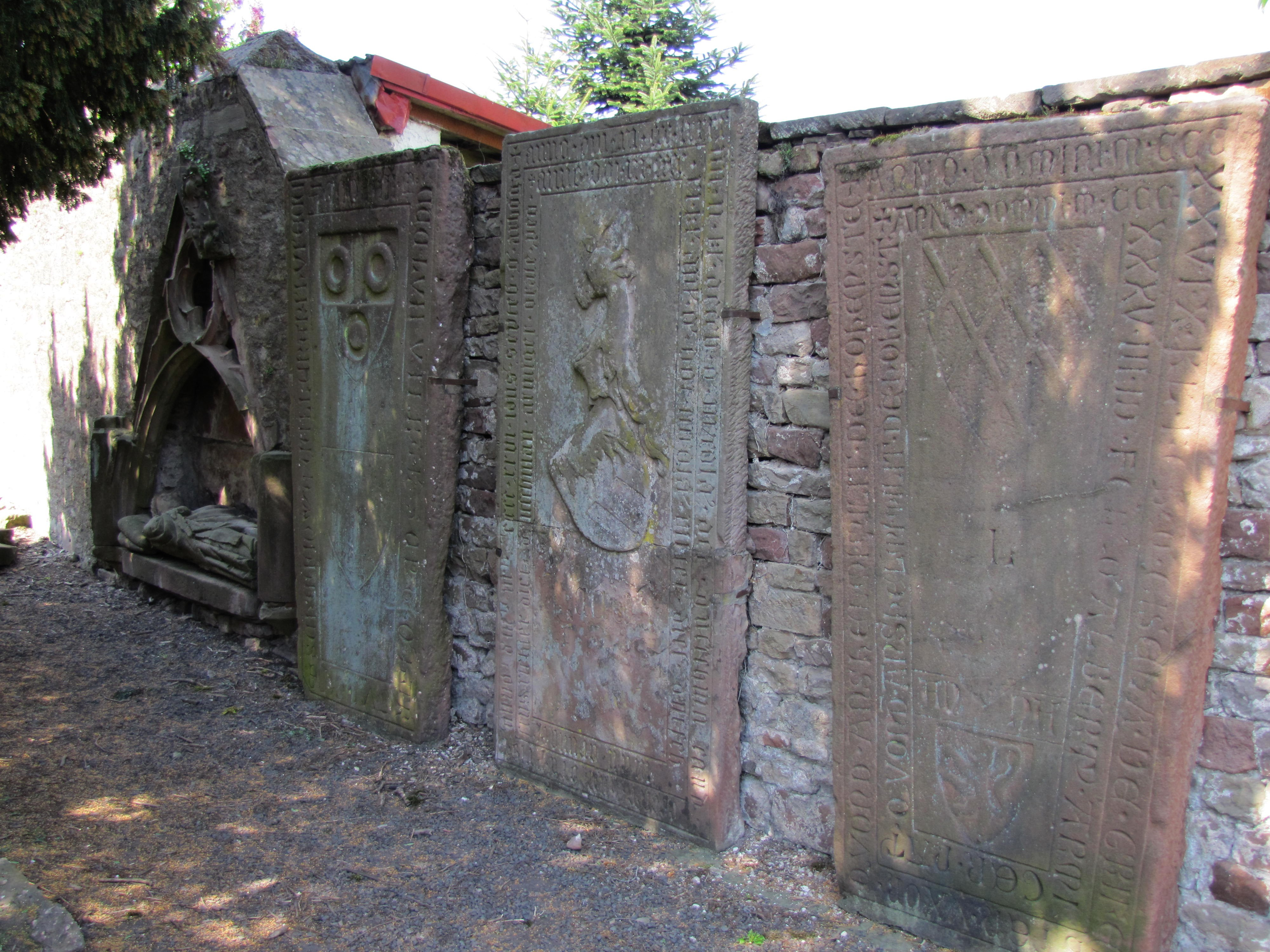
Monuments funéraires de l'ancien cimetière.

### Événements et fêtes à Niederhaslach
- Premier weekend du mois de juillet : Messti du village.
- Solstice à la collégiale : Les rayons du soleil qui se reflètent sur les vitraux de l'église Saint-Jean-Baptiste révèlent la beauté de ces derniers. Les verrières qui ont l'air ordinaires toute l'année voient leurs couleurs s'intensifier durant la solstice d'été et offrent une vue magnifique à tous les spectateurs. Pour rendre ce moment encore plus agréable, les spectateurs peuvent apprécier et commenter cet événement accompagnés de chants et de musique[42].
- La Saint-Florent : Depuis 12 siècles, un événement est commémoré chaque année sur la place de l'Eglise de Niederhaslach : la translation des reliques de saint Florent (neuvième évêque de Strasbourg) par l'évêque Rachio[43]. La cérémonie a lieu le dimanche qui suit le 6 novembre[44].

### Personnalités liées à la commune
- Lucien Baumann (1910-2012), avocat, homme de lettres et poète, résident du village.
- Johannes Burckard (v.1450-1506), maître des cérémonies de cinq papes dont Xystus IV, Innocent VIII, Alexandre VI (Borgia), Pie III et Jules II.

Colloque organisé par Pierre P. Meyer à l'occasion du 500e anniversaire du décès de Johannes Burckard en présence de M. Adrien Zeller ancien ministre et président de la région Alsace avec les professeurs des Universités de Strasbourg et de Paris.

### Héraldique
| Blason de Niederhaslach | Blason  | D'azur à saint Florent évêque d'or. |
| Blason de Niederhaslach | Détails | Adopté par la municipalité.         |